# San Polo d’Enza
San Polo d’Enza – miejscowość i gmina we Włoszech, w regionie Emilia-Romania, w prowincji Reggio Emilia.
Według danych na rok 2004 gminę zamieszkiwało 5114 osób, 159,8 os./km².